# Cuaderno de laboratorio

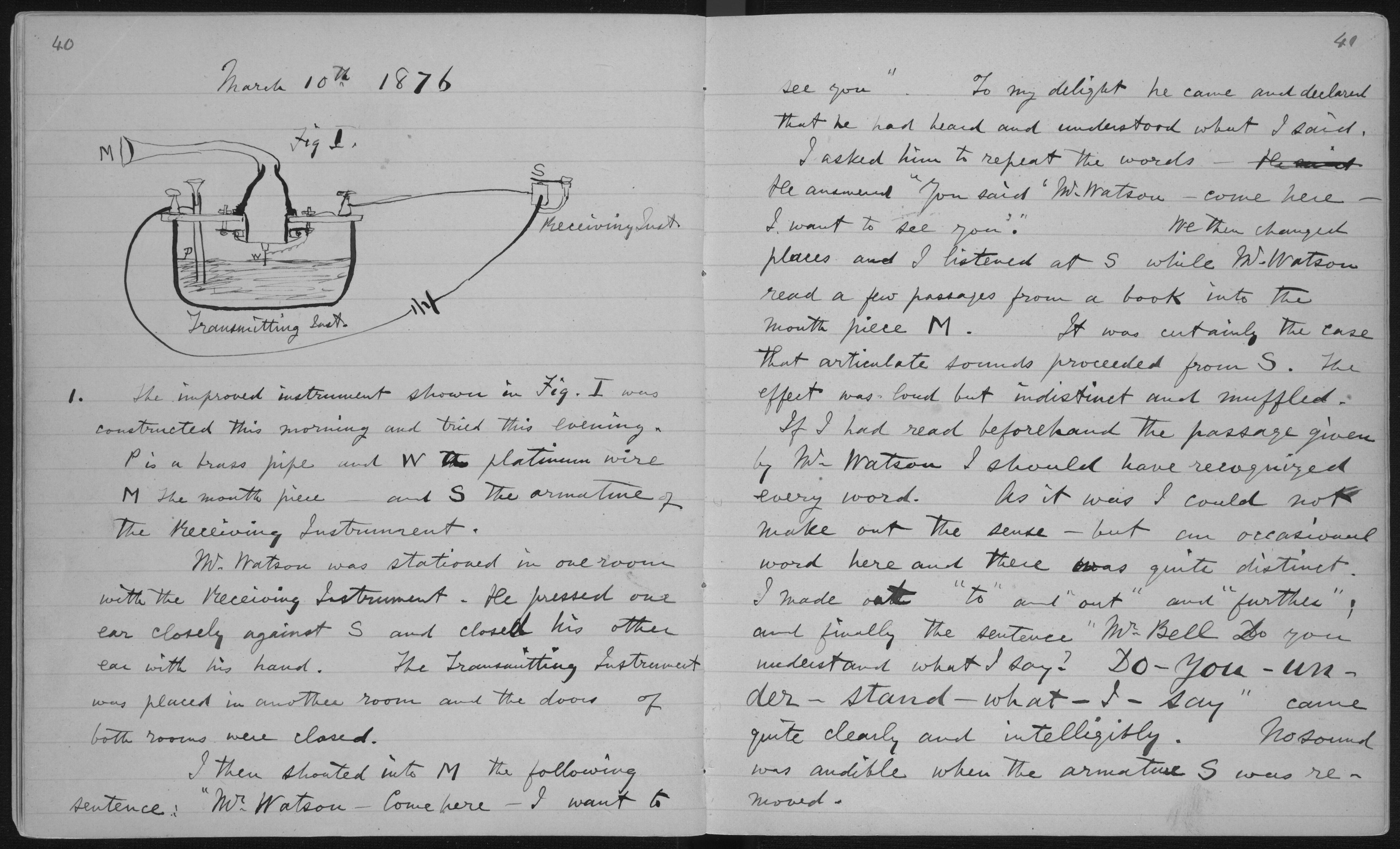
Página de un cuaderno de laboratorio de Alexander Graham Bell, 1876.

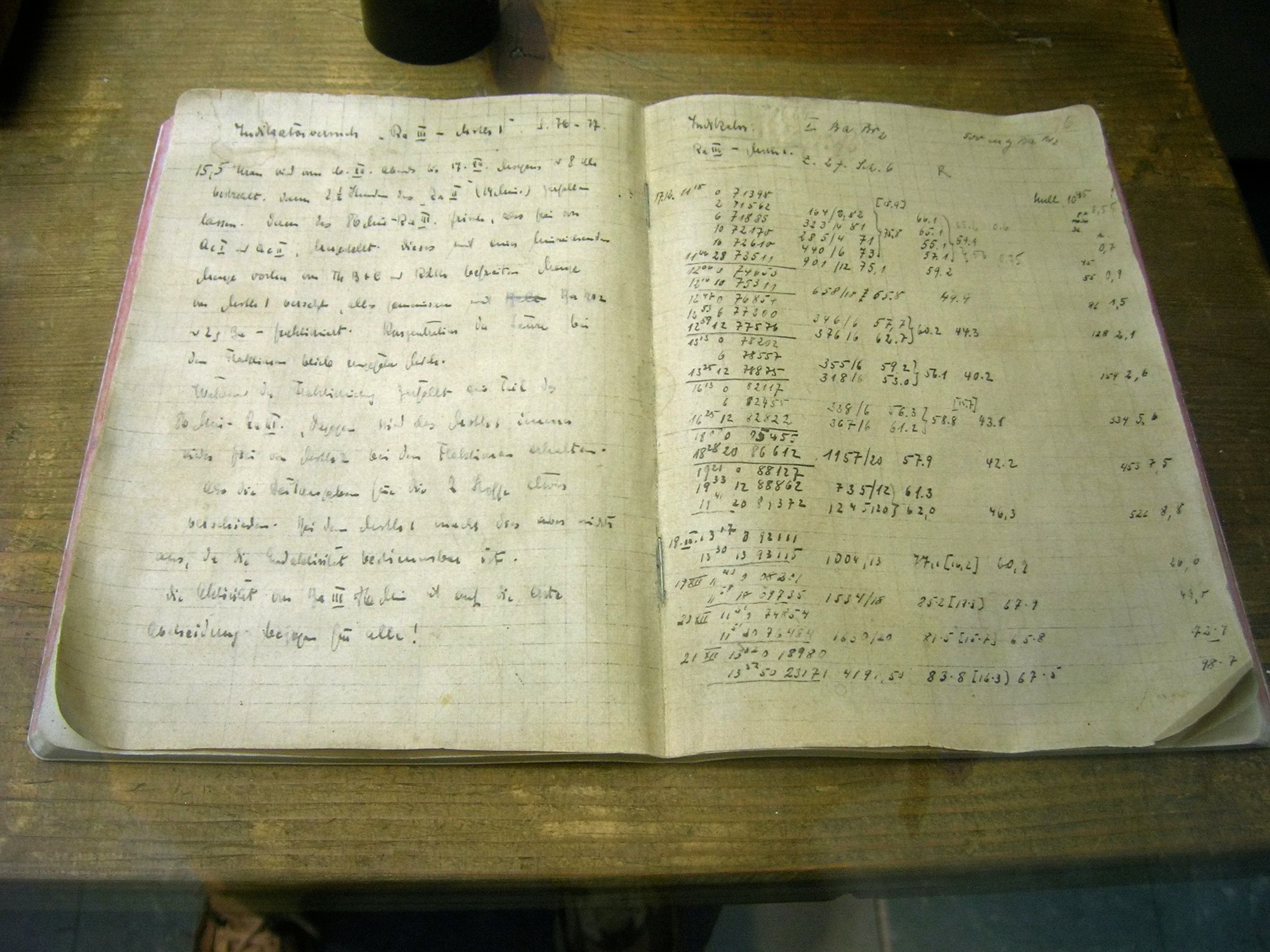
Página del cuaderno de Otto Hahn, 1938.

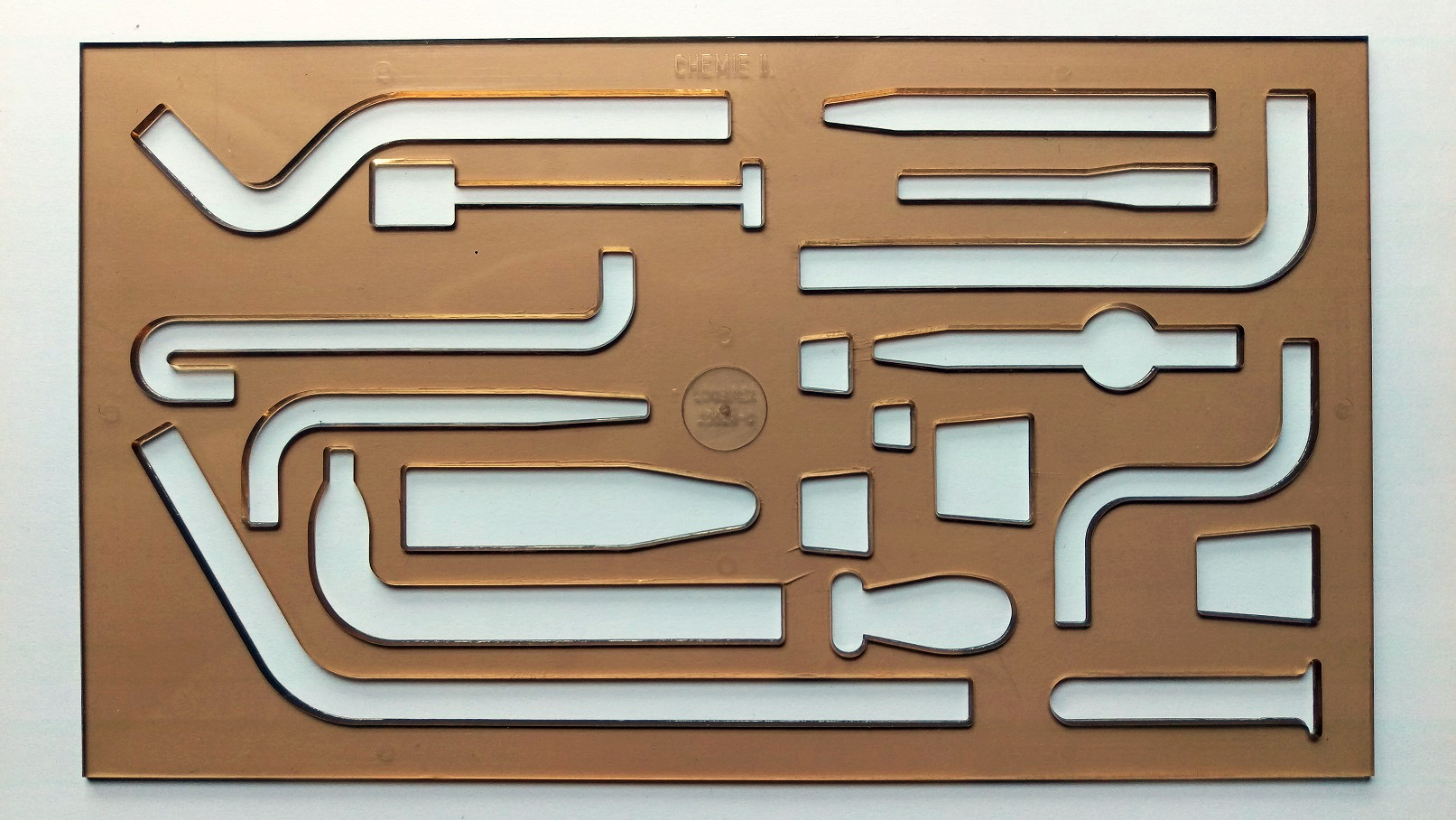
Plantillas de química que solían usarse para dibujar equipos en cuadernos de laboratorio.

Un cuaderno de laboratorio o libro de laboratorio es un registro primario de investigación. Los investigadores usan un cuaderno de laboratorio para documentar sus hipótesis, experimentos y análisis o interpretación inicial de estos experimentos. El cuaderno sirve como una herramienta organizativa, una ayuda para la memoria y también puede tener un papel en la protección de cualquier propiedad intelectual que provenga de la investigación.

## Estructura
Las pautas para los cuadernos de laboratorio varían ampliamente entre instituciones y entre laboratorios individuales, pero algunas pautas son bastante comunes, por ejemplo, como las de la referencia. El cuaderno de laboratorio normalmente está permanentemente encuadernado y las páginas están numeradas. Las fechas se dan por regla general. Todas las entradas son con una herramienta de escritura permanente, por ejemplo, un bolígrafo (aunque un marcador permanente puede ser indeseable, ya que la tinta puede sangrar a través de varias páginas). El cuaderno de laboratorio generalmente se escribe a medida que avanzan los experimentos, en lugar de en una fecha posterior. En muchos laboratorios, es el lugar original de registro de datos (no se realiza ninguna copia de otras notas), así como cualquier observación o conocimiento. Para los datos registrados por otros medios (p. ej., en una computadora), el cuaderno de laboratorio registrará que los datos se obtuvieron y la identificación del conjunto de datos se proporcionará en el cuaderno. Muchos se adhieren al concepto de que un cuaderno de laboratorio debe considerarse como un diario de actividades que se describen con suficiente detalle para permitir que otro científico reproduzca los pasos. En los laboratorios con varios miembros y un cuaderno de laboratorio común, las entradas en el cuaderno están firmadas por quienes las hacen. 

## Datos encontrados en los cuadernos
Davenport y Prusak (Davenport and Prusak, 1998), definen “dato” como la mínima unidad semántica, o elementos primarios de información; siendo por sí solos irrelevantes como apoyo a la toma de decisiones. De forma general, los datos son la materia prima bruta. Al atribuírsele algún significado, pudiendo así relacionarse con otros datos, se convierten en información.
En los cuadernos de laboratorio se almacenan datos no estructurados, generados principalmente de manera manuscrita; no entendibles ni procesables por un computador. Con el propósito de determinar el tipo de contenido y datos disponibles en los cuadernos de laboratorio, fueron revisadas 408 páginas escogidas libremente por los mismos investigadores.
- Información manuscrita. Como su nombre lo indica se refiere a todo tipo de anotación manuscrita creada y editada directamente en los cuadernos de laboratorio.
- Verificación de cada paso o actividad experimental. Con el propósito de no dejar nada a la memoria es costumbre del investigador, el verificar cada paso o actividad experimental realizada usando un visto bueno
- Palabras claves. Quienes llevan un cuaderno de laboratorio, hacen uso de palabras claves que les ayuda a recuperar la información allí almacenada.
- Listados. Se refiere a la enumeración de datos que son necesarios para realizar una actividad experimental.
- Resultados parciales. Es la información obtenida después de llevar a cabo una actividad experimental. Este tipo de dato se presenta como párrafos cortos al final del procedimiento realizado y en ocasiones se usan íconos para describir los éxitos o fracasos
- Fechas. Se refiere al día, mes y año en que se realiza una actividad experimental consignada en el cuaderno.
- Listados. Los listados encontrados en formato electrónico se presentan a manera tabla.
- Figuras. Representación dibujada o gráfica de un cuerpo, objeto, molécula, etc.
- Secuencias parciales. Aquí se define secuencia parcial como una sucesión de letras representando la estructura primaria de una molécula real o hipotética de algún tipo de ácido nucleico, con la capacidad de transportar información.
- Información Digital. A este grupo pertenece aquella información que proviene de diferentes medios electrónicos la cual es impresa, recortada y pegada en los cuadernos de laboratorio.

## Aspectos legales
Para garantizar que los datos no puedan modificarse fácilmente, a menudo se recomiendan portátiles con páginas enlazadas permanentemente. A menudo, se alienta a los investigadores a escribir solo con un lápiz que no se pueda borrar, a firmar y fechar cada página, y a que sus cuadernos sean inspeccionados periódicamente por otro científico que pueda leerlo y comprenderlo. Todas estas pautas pueden ser útiles para probar exactamente cuándo se realizó un descubrimiento, en el caso de una disputa de patentes. Sin embargo, vale la pena señalar que después de marzo de 2013, los cuadernos de laboratorio tienen un uso legal limitado en los Estados Unidos, debido a un cambio en la ley que otorga patentes a la primera persona que presente la solicitud, en lugar de la primera persona que invente. El cuaderno de laboratorio sigue siendo útil para demostrar que el trabajo no fue robado, pero ya no se puede utilizar para disputar la patente de una parte no relacionada. 

## Formatos electrónicos
Varias compañías ahora ofrecen cuadernos de laboratorio electrónicos . Este formato ha ganado cierta popularidad, especialmente en las grandes compañías farmacéuticas, que tienen un gran número de investigadores y una necesidad de documentar sus experimentos. 

## Cuadernos de laboratorio abiertos
Los cuadernos de laboratorio que se mantienen en línea han comenzado a ser tan transparentes para el mundo como lo son para el investigador que los mantiene, una tendencia a menudo denominada Open Notebook Science, por el título de un blog publicado en 2006 por el químico Jean-Claude Bradley . El término se usa con frecuencia para distinguir este aspecto de Open Science de los desarrollos relacionados pero más bien independientes, comúnmente etiquetados como código abierto, acceso abierto, datos abiertos, etc. La apertura del cuaderno, entonces, se refiere específicamente al conjunto de los siguientes puntos, o elementos de los mismos: 
1. Compartir el cuaderno de laboratorio del investigador en línea en tiempo real sin protección por contraseña o limitaciones en el uso de los datos.
2. Los datos en bruto utilizados por el investigador para derivar observaciones y conclusiones están disponibles en línea para cualquier persona.
3. Todos los datos experimentales se comparten, incluidos los intentos fallidos o ambiguos.
4. La retroalimentación y otras contribuciones al esfuerzo de investigación se pueden integrar fácilmente con el entendimiento de que todo se dona al dominio público.

El uso de una wiki hace que sea conveniente realizar un seguimiento de las contribuciones de autores individuales. 